# Minstrel Man (1944)
Minstrel Man is een Amerikaanse muziekfilm uit 1944 onder regie van Joseph H. Lewis.

## Verhaal
De zanger Dixie Boy Johnson is in de loop der jaren opgeklommen tot een ster op Broadway. Terwijl Dixie op een avond zijn voorstelling Minstrel Man moet openen, staat zijn vrouw Caroline op het punt te bevallen van hun eerste kind. Zijn producent Lew Dunn dringt erop aan dat hij optreedt in plaats van zijn vrouw bij te staan in het ziekenhuis. Wanneer Dixie afgaat op het podium, krijgt hij slecht nieuws te horen.

## Rolverdeling
| Acteur        | Personage              |
| ------------- | ---------------------- |
| Benny Fields  | Dixie Boy Johnson      |
| Gladys George | Mae White              |
| Alan Dinehart | Lew Dunn               |
| Roscoe Karns  | Lasses White           |
| Jerome Cowan  | Bill Evans             |
| Judy Clark    | Caroline jr. (16 jaar) |
| Molly Lamont  | Caroline Johnson       |
| John Raitt    | Zanger                 |